# Let's Get It Started
"Let's Get It Started" é a versão editada para rádio da canção "Let's Get Retarded", ambas do grupo norte-americano Black Eyed Peas, que está em seu álbum de 2003, Elephunk. A canção interpola parte da base instrumental de "Wannabe", canção famosa por Spice Girls (1996). A frase"Let's Get Retarded" é um termo usado na Costa Oeste dos Estados Unidos que significa "enlouquecer na pista de dança", sinônimo das expressões "Go Dumb" e "Get Stupid". O significado coloquial de "retarded", como usado nessa canção, se refere a ser muito cuidadoso e passar bem - e (mais comum) também intoxicado e alucinado, similar ao uso de ficar "blind" ("cego"), "wasted" ("perdido") ou "smashed" ("quebrado"). A frase é muito usada nos clubes e boates norte-americanos com o significado acima citado, mas a palavra "Retarded" ("Retardado") é considerada uma ofensa a aqueles com problemas mentais. A canção foi editada porque muitas pessoas consideravam a versão original muito ofensiva e preconceituosa, fazendo com que ela não fosse tocada em muitas rádios e jogos esportivos. A canção de 2004 é o quarto single do Black Eyed Peas do álbum de 2003, Elephunk, e foi também incluída na trilha sonora de Barbershop 2: Back in Business e Harold and Kumar Go to White Castle. Ela ganhou popularidade ao se tornar a canção-tema do Campeonato NBA de 2004 na ABC. Ela também aparece no filme White Chicks.a musica tambem alcançou  21º na billboard hot 100.

## Videoclipe
O videoclipe da canção, dirigido por Francis Lawrence, consiste em uma cena noturna em uma área urbana. Fergie diz "let's get it started" em seu celular. Os demais Black Eyed Peas, particularmente will.i.am, estão fazendo danças energéticas enquanto cantam a canção.

## Aparecimentos
- Uma versão cover da peça lounge Richard Cheese and Lounge Against the Machine está no álbum de 2005 Aperitif for Destruction.
- A canção foi incluída por "Weird Al" Yankovic em seu CD, Straight Outta Lynwood.
- A canção foi tocada pela banda Francis Howell North High School no campeonato nacional de bandas dos EUA Bands of America, em 2005.
- Uma versão da canção traduzida em Simlish é a canção tema do jogo de Playstation 2 The Urbz: Sims in the City
- No vídeo feito pelos Jonas Brothers e Demi Lovato chamado Bounce, em seu começo aparece Demi Lovato cantando "Let's get it boucin' in here". Esse trecho foi uma imitação também do começo da música onde Fergie canta "Let's get it started in here" no mesmo tom.
- No filme Hot Tub Time Machine, a personagem Nick canta um cover da musica